# Iglesia de la Santa Cruz (Calafell)
La iglesia de Santa Cruz de Calafell es la que ejerce como parroquial de la población de Calafell perteneciente a la comarca catalana del Bajo Panadés en la provincia de Tarragona. Es una iglesia de neoclásica incluida en el Inventario del Patrimonio Arquitectónico de Cataluña y protegida como Bien Cultural de Interés Nacional.

## Historia
En el siglo XVIII, Calafell fue objeto de un importante crecimiento económico. Aunque no haya documentos, fue a finales de esta centuria cuando se inició la construcción de la nueva iglesia, de grandes dimensiones y construida toda ella de nueva planta. Esta circunstancia hizo que no se derrocara o transformara la iglesia románica del castillo. 
La nueva iglesia se inauguró el 15 de julio de 1806. Durante el año 1878, según consta en una placa conmemorativa, fue restaurada, ya que amenazaba ruina. El campanario de la iglesia es de fecha posterior (1857).

## Descripción

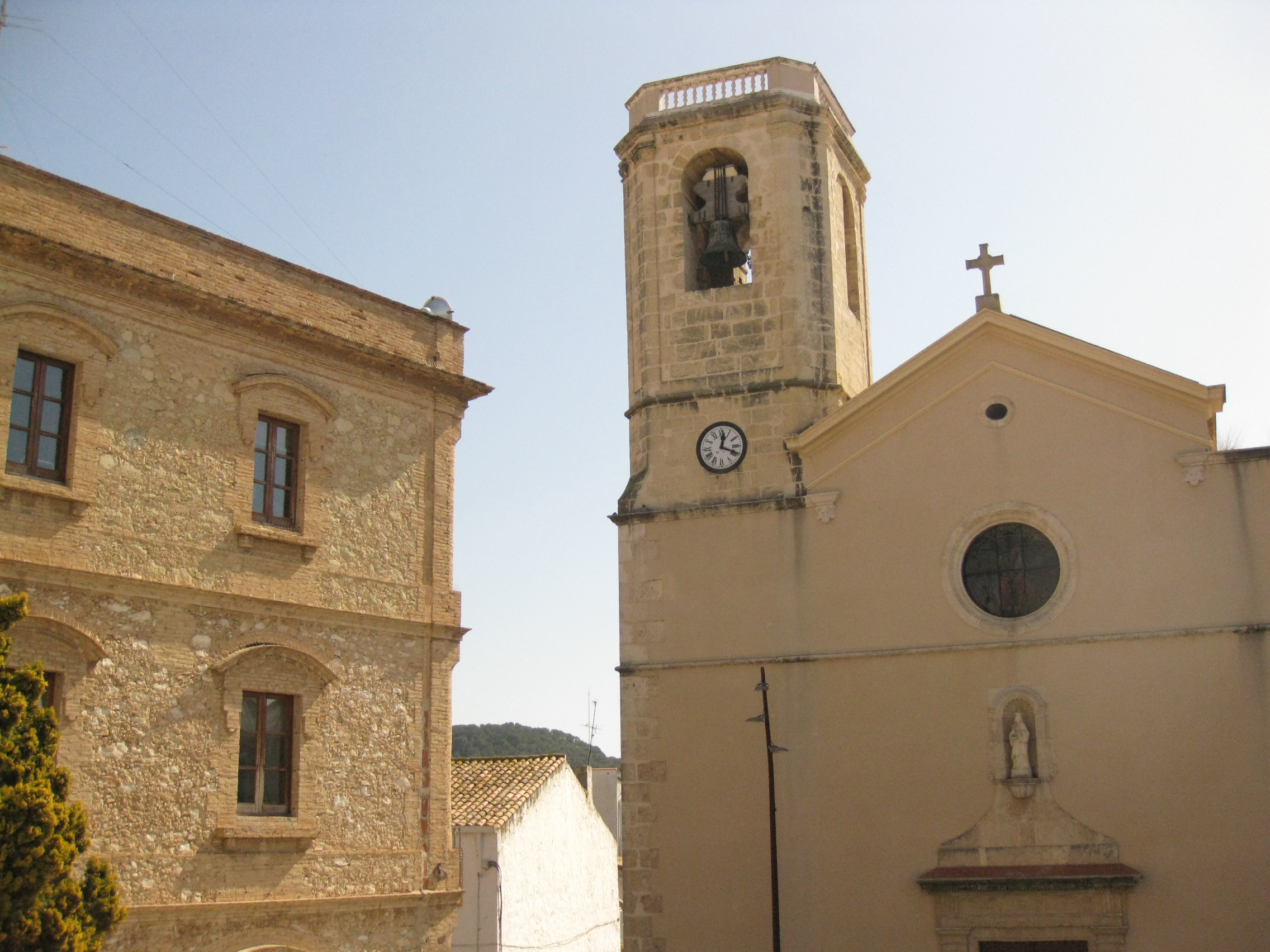
Ayuntamiento de Calafell junto a la iglesia de la Santa Cruz.

La iglesia, situada delante del ayuntamiento, tiene una fachada de grandes dimensiones, donde se manifiestan las tres naves que componen el edificio. Está dividida en dos partes por una cornisa que va de derecha a izquierda. En la parte baja hay una portada adintelada flanqueada por dos pilares adosados a la fachada con base y capitel; estos aguantan un arquitrabe con triglifos y metopas. Por encima hay un tímpano de líneas curvadas en relieve, y en el vértice se abre una hornacina con dos columnas, volutas y un arco de medio punto; en el interior se encuentra una imagen de Santa Helena, obra del artista local Isidre Romeu.

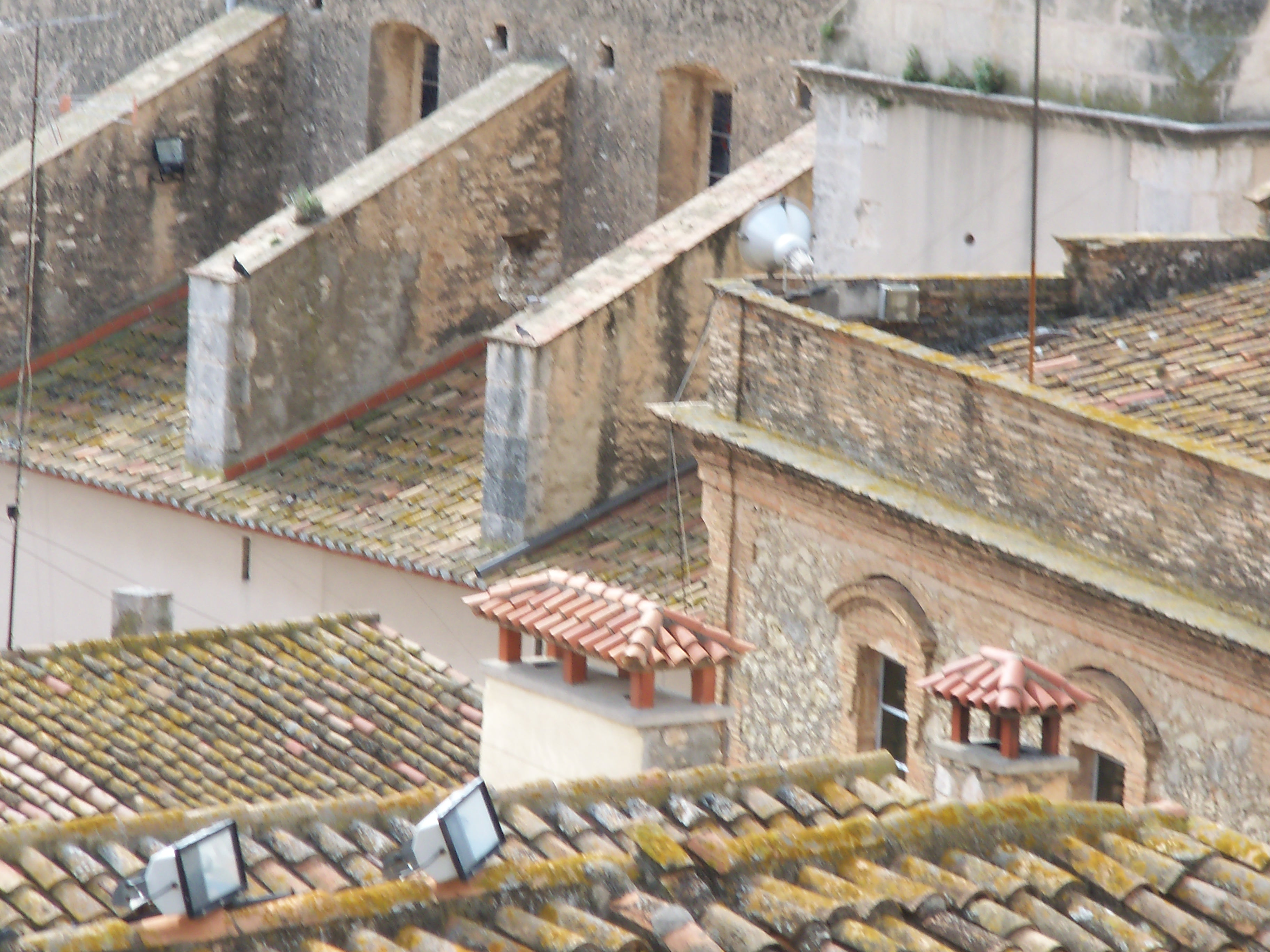
Vista exterior del templo donde se aprecian los contrafuertes del edificio.

Por encima hay un rosetón enmarcado con una moldura. El muro de la fachada termina en una cornisa recta en los laterales y en el centro en un frontón triangular con un pequeño óculo en el centro y dos ménsulas decorativas a ambos lados. En el lateral izquierdo se encuentra el campanario que tiene forma cuadrada con los ángulos bordeados y abre ventanas de arco de medio punto para las campanas en las cuatro caras.
El interior está cubierto con bóveda de cañón de arcos torales sustentados por pilares que tienen adosados semi-pilares corintios. El ábside es rectangular y tiene una abertura central con un vitral moderno, en su lado derecho se abre la capilla del Santísimo y al lado contrario la sacristía. La capilla del Santísimo se decoró en los años sesenta del siglo XX con pinturas de temas eucarísticos.